# Горно поле
Горно поле е село в Южна България. То се намира в община Маджарово, област Хасково.

## География
Село Горно поле се намира в планински район.

## Други
За да помни родът български осветиха храма в село Горно поле. Негово Високопреосвещенство старозагорският митрополит Галактион освети новия храм „Свети Димитър“ в с. Горно поле. Архиерейският наместник на Харманлийска епархия Атанасий Странски също бе там. Стотици потомци на тракийските българи се стекоха в селцето близо до Маджарово за освещаването на параклиса, изграден в памет на избитите през 1913 година. Да помни родът български своята изстрадана история, бе и посланието в краткото обръщение към присъстващите на проф. Делчо Порязов. Многая и благая лета, да ви е честит храмът, каза Негово Високопреосвещенство митрополит Галактион, с построявянето му е изпълнен един православен и човеколюбив дълг. Той отслужи първата архиерейска служба за здраве, успех и благополучие, но и в памет и заупокойна молитва на предшествениците. Храмът е построен с дарения на Милко Армутлиев, Руси Милев, проф. Делчо Порязов, и редица други, помогнали кой с каквото може. С. Горно поле първо е приело гостоприемно оцелелите от голямата касапница в Маджарово на 4 октомври 1913 г., когато са избити над 2000 души. Изграждането на храм там е отколешна идея на потомците на тракийските българи, която най-после е реализирана. Храмът е съграден от основи от известния хасковски строителен предприемач Станимир Милев. Кръстен е на Свети Димитър, великомъченик Солунски, който е живял, страдал и изключително много работил за разпространението на християнството по тракийските земи.